# Aderus snelli
Aderus snelli là một loài bọ cánh cứng trong họ Aderidae. Loài này được Blair miêu tả khoa học năm 1935.